# Ingvar Halvarsson
Perjos Halvar Ingvar Halvarsson, född 2 augusti 1930 i Malung, död där 26 augusti 2006, var en svensk friidrottare, som tävlade i terränglöpning. Inhemskt tävlade han för Malungs IF. Han vann SM-guld i terräng 8 km åren 1958 och 1959. Till yrket var Ingvar Halvarsson skogsarbetare.